# Lepadella discoidea
Lepadella discoidea är en hjuldjursart som beskrevs av Segers 1993. Lepadella discoidea ingår i släktet Lepadella och familjen Lepadellidae. Inga underarter finns listade i Catalogue of Life.